# 黃逸旭
黃逸旭（英語：Wong Yat-yuk，1978年7月17日—），香港社工，前香港黃大仙區議會副主席兼前正安選區議員，是前民主黨成員及泛民區選聯盟成員。
1998-2003大師兄黃逸旭、二師兄呂永基、三師弟溫子眾一同跟隨李華明服務社區。
2003年尾黃逸旭參選區議會黃大仙正安選區，並順利當選。
2012年，他參與香港立法會選舉九龍西選區，以爭取取消功能組別、普選行政長官，平反六四為其目標。
2015年，他在無對手的情況下自動當選區議員，是少數自動當選的泛民主派人士。
2019年，他擊敗工聯會劉學廉，繼續連任。
2020年，他成功當選黃大仙區議會副主席一職。

## 連結
- 黃逸旭競選網站 （页面存档备份，存于）

## 備註
1. 1 2   (PDF).   [2012-09-09]. （原始内容存档 (PDF)于2018-11-23）.
2. ↑  2011區議會選舉網站 的存檔，存档日期2013-10-04.，2012年9月9日 (日) 21:40 (UTC+8)查閱（繁體中文）

| 議會席位      | 議會席位                                     | 議會席位    |
| ------------- | -------------------------------------------- | ----------- |
| 首任          | 黃大仙區議會正安選區議員 2004年—2021年7月8日 | 繼任： 懸空 |
| 前任： 黎榮浩 | 黃大仙區議會副主席 2020年—2021年7月8日       | 繼任： 從缺 |